# 정호승 문학관
정호승 문학관은 정호승 시인의 문학 세계를 감상할 수 있는 복합문화공간이다.  정호승 문학관은 2023년 3월 31일 개관하였다. 사람들에게 마음의 위로가 되기 위해, 영혼의 안식처가 되기 위해, 수성구만의 문화 랜드마크가 되기 위해 세워진 곳이다. 이 곳에서는 정호승 시인이 수성구에 기증한 육필원고, 시집, 사진, 소장품 등 200여 점을 감상할 수 있다. 또한, 그가 쓴 시의 약 80편을 노래로 작곡한 음악을 감상할 수도 있다. 그가 쓴 시 뿐이 아닌 국내 시인들의 시집 또한 전시되어 있으며, 종종 강연이나 콘서트가 개최되기도 한다.
이 외에도 동호인들의 시 낭송회와 특강, 인문학 프로그램 등 여러 프로그램들이 준비되어 있다. 더불어 정호승 시인은 정호승 문학관에 한 달에 한번 방문하여 90분간 자신의 시와 문학세계에 대해 설명해주는 시간을 가진다.

## 소개
정호승 문학관에 전시된 정호승 시인의 수많은 육필원고, 시집, 사진, 소장품 중 그는 가장 소중하게 생각하는 전시품으로 육필원고를 언급했다. 육필원고는 그가 1970년에 쓴 초기작이다. 이곳엔 그의 등단작은 첨성대라는 시도 전시되어 있다. 정호승 문학관에 전시된 모든 전시 작품에 대한 설명은 정호승 시인이 직접 쓰고, 다듬은 것이다.
정호승 시인은 자신의 시적 사유의 근원이 범어천(대구)라고 얘기한다. 정호승 문학관은 범어천이 내려다 보이는 곳에 위치하고 있다. 그리고 정호승 문학관은 정호승 시인이 유년기를 보냈던 옛 범어3동 행정복지센터가 이전한 건물이다. 정호승 문학관의 외관은 다른 건물과 달리 눈에 띄는데 이는 건물 외관이 진한 붉은색으로 칠해져 있기 때문이다.
정호승 문학관의 맞은편엔 정호승 시인이 어릴 적 살던 옛집이 있었다. 현재 정호승 문학관이 세워진 곳은 과거 어린 정호승 시인의 놀이터 역할을 하던 배추밭이었다. 배추밭에서 그는 연날리기, 쥐불놀이, 딱지치기 등의 놀이를 하며 시간을 보내곤 했다. 정호승 시인은 어린 시절 놀던 놀이터에 문학관이 들어선 것에 대해 영광이며, 더욱 감회가 남다르다는 말을 남겼다.
정호승 문학관은 하루 평균 50명 정도 꾸준히 방문하며, 개관 후 1년간의 방문자 수는 약 만 3천여 명에 달한다. 이곳에 방문한 한 방문객은 정호승 문학관엔 좋은 책들이 있고, 좋은 강연이 있으면 심적으로 위안을 많이 얻기에 자주 오는 편이라고 호평을 남기기도 했다.

## 이용 안내

###### 이용 시간
- 화요일~금요일 10:00~21:00
- 토요일, 일요일 10:00~18:00

###### 휴관일
- 매주 월요일 및 공휴일

###### 이용 요금
- 무료

## 시설
지하 1층, 지상 2층으로 이루어졌으며, 연면적 454.76㎡(약 136평) 규모이다.
- 지하 1층: 다목적 강당

- 1층: 북카페

- 2층: 시인의 정원

- 2층:  전시공간 (주 전시공간/ 시인의 방/ 예술이 된 시/ 라운지 공간/ 영상실/ 홀로 시 읽는 창/ 음악이 된 시)

## 위치
도로명: 대구 수성구 들안로 403-1
지번: 범어동 1265